# Drumherum

Zwiefach-Bühne auf dem Stadtplatz

Das drumherum ist eine seit 1998 alle geraden Jahre am Pfingstwochenende stattfindende Volksmusikveranstaltung in der Stadt Regen. Zeitgleich werden eine Volksmusikmesse und ein Kunsthandwerkermarkt abgehalten.
Zum 20-jährigen Jubiläum der Regener Volksmusikwoche und der 850-Jahr-Feier der Stadt fand das Festival 1998 erstmals unter dem Namen drumherum – Das Volksmusikspektakel statt. Während damals etwa 100 Gruppen und 9000 Besucher teilnahmen, waren es 2014 bereits 2500 Musiker und 50.000 Besucher. Die Volksmusikgruppen kommen aus Bayern, Österreich und osteuropäischen Nachbarländern. Ursprüngliches Ziel war, eine Begegnungsmöglichkeit für Musiker und Besucher zu schaffen, um sich über die traditionelle Musik auszutauschen und damit auseinanderzusetzen. Gründer und Organisator der Veranstaltung ist Roland Pongratz, Veranstalter die Katholische Erwachsenenbildung im Landkreis Regen.
Neben geplanten Konzerten auf verschiedenen Bühnen, Biergärten und in Gasthäusern lebt die Veranstaltung von den vielen spontanen Auftritten der Musikgruppen in der Innenstadt und im Kurpark. Des Weiteren werden die Gruppen bei Tanzabenden, Lesungen der Stadtbücherei zum Thema Dialekt und Gottesdiensten eingebunden.
2020 fiel das Festival wegen der Auswirkungen des Coronavirus aus.